# Туризм у Таїланді

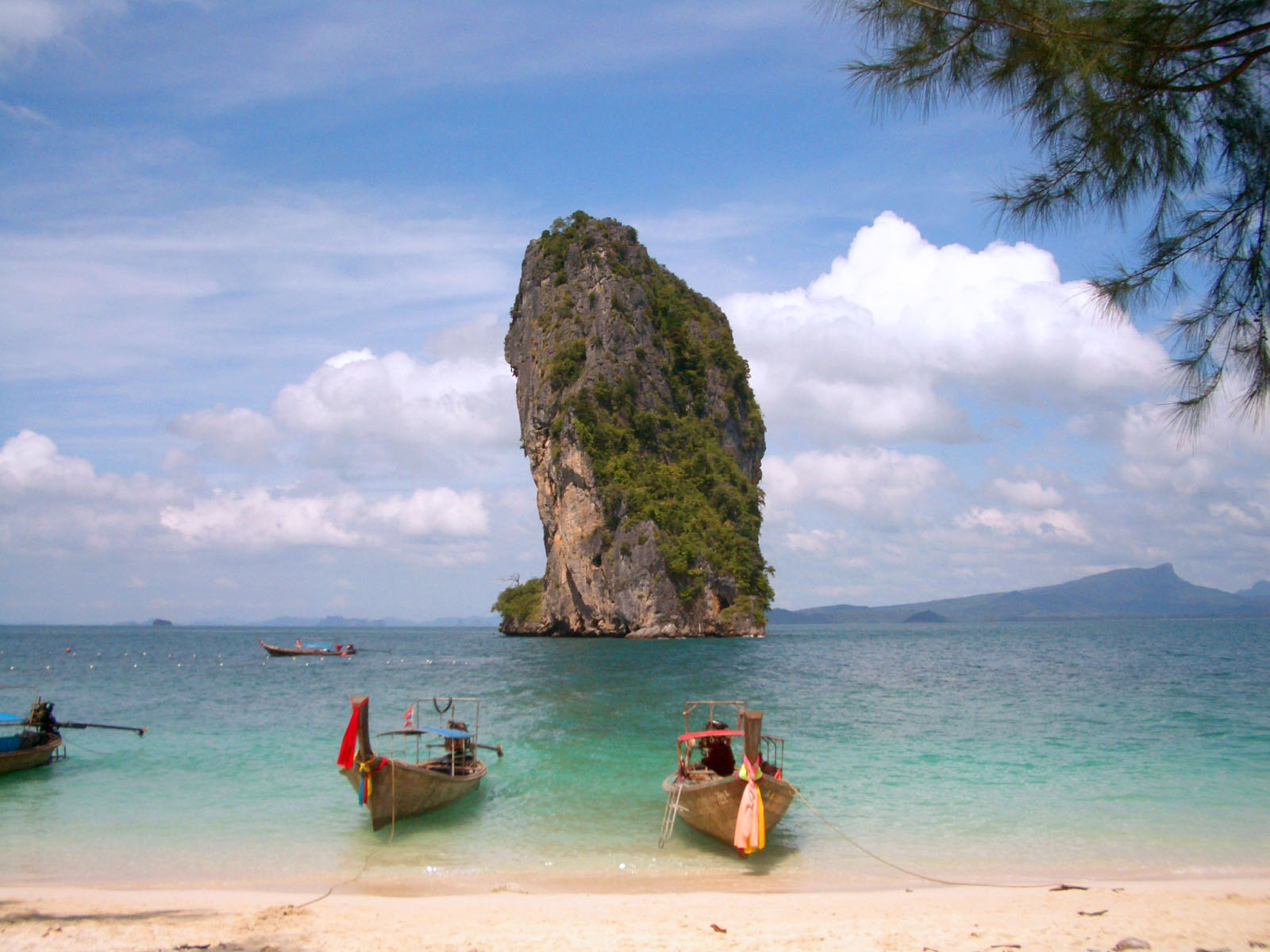
Пляж Пода

Туризм в Таїланді є  значимих галузей економіки країни. Доходи від туризму складають значну частку ВВП Таїланду (у 2007 році — 6,7 %).

## Туристичні центри

### Південний Таїланд

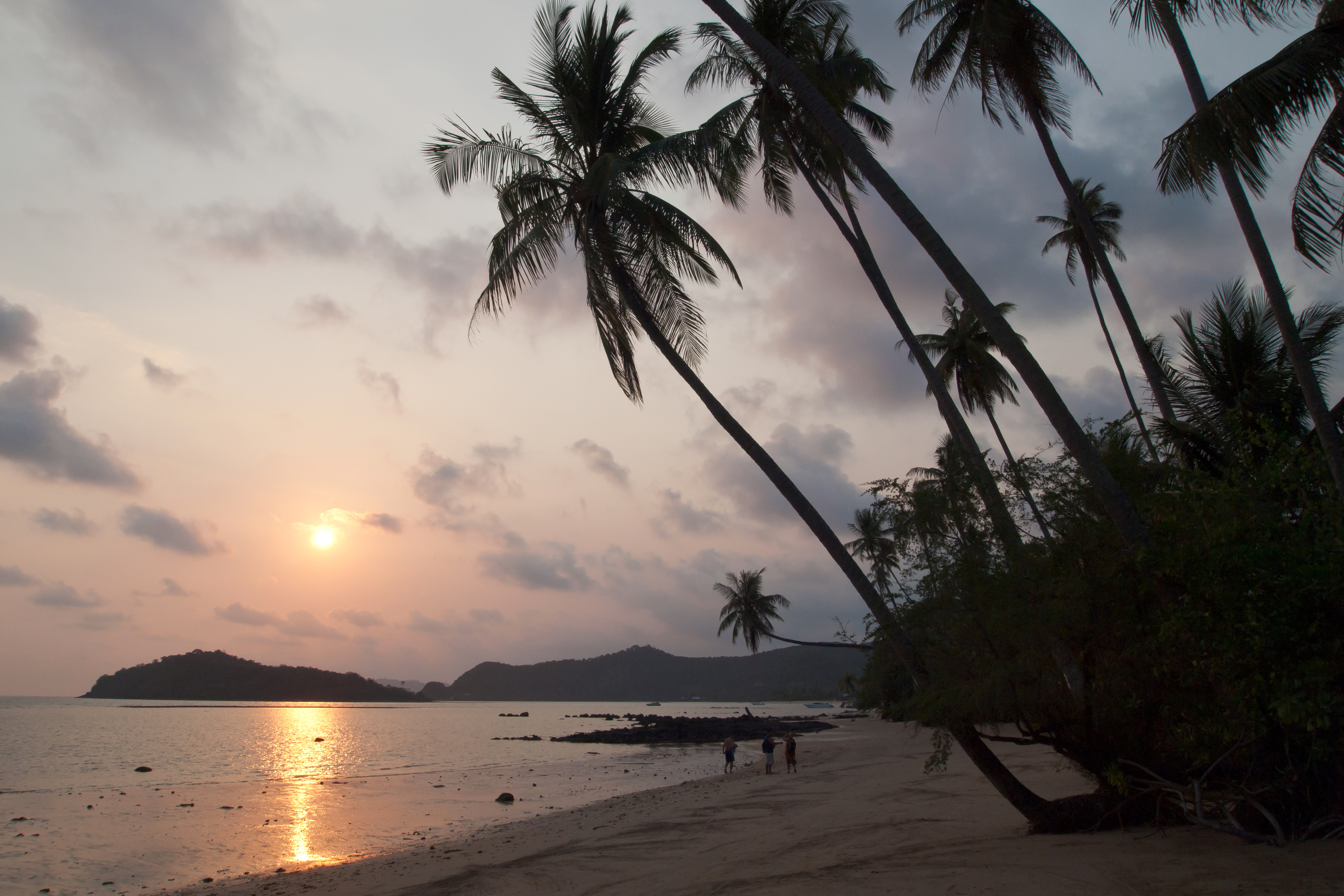
Пляж Ко Мак

Регіон розташований на півострові Малакка в південній частині країни. На сході береги омиваються Південно-Китайським морем і Сіамською затокою, а на заході — Андаманським морем. Осьову частину півострова займають гірські хребти розчленовані невеликими долинами, а прибережна територія має рівнинний рельєф. Велика частина півдня вкрита лісистими пагорбами, переміжними з плантаціями тропічних фруктів і каучукових дерев.

### Центральний Таїланд

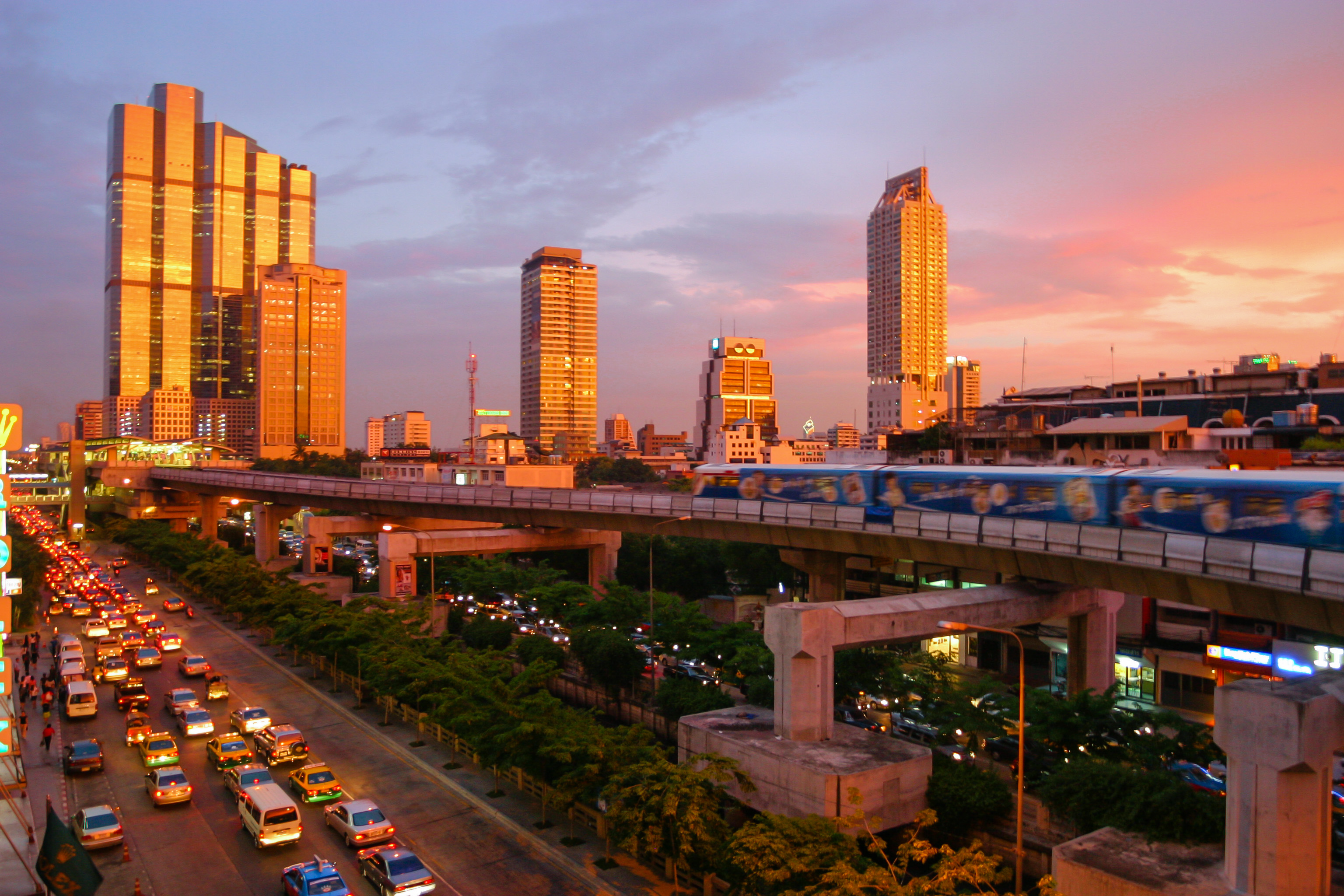
Панорама Бангкоку

Цей регіон знаходиться в долині річки Чаупхрая. Тут сконцентрована велика частина населення, а також найбільші підприємства, основні транспортні магістралі та історико-культурні пам'ятки. Центром регіону є місто Бангкок — столиця Таїланду королівства. Місто оточене з усіх боків каналами, вежами й стінами. Тут же розташовуються палац короля і віце-короля, а також численні монастирі: Ват Пхо (Храм Сплячого Будди); поруч знаходиться Ват Пхра Кео (Храм Смарагдового Будди), який вважається священним місцем у Таїланді. Туристична інфраструктура Бангкоку розрахована на велику кількість відпочиваючих, різних інтересів і достатку. Більшість готелів розташована в центрі міста, в тому числі і найстаріший Орієнт Бангкок, побудований в 1887 році.
На південь від Бангкоку знаходиться один з найголовніших тайських курортів — Паттая. Це невелике містечко щороку відвідують до 5,5 млн туристів з країн Європи та Східної Азії. Практично всю прибережну смугу займають пляжі, на яких побудовані численні готельні комплекси. Недалеко від міста розташовано декілька крокодилових, тигрових, слонячих ферм, де постійно влаштовуються всілякі вистави з участю тварин. Тут же є ботанічний сад мадам Нонг Нуч з одним з найкрасивіших в Південно-Східній Азії парком орхідей. Безпосередньо у місті розташований парк мініатюрних копій світових пам'яток Міні Сіам.

### Північний Таїланд
Північ країни і частина сходу — це гори, вкриті лісами і поцятковані дрібними озерами. Великі території віддані під численні національні парки і заповідники.Перший національний парк Кхауяй,який вважається найстарішим і найпопулярнішим парком Таїланду. Регіон цікавий насамперед тим, хто приїжджає в Таїланд для заняття активним туризмом: трекінгом, рафтингом, альпінізмом і т. д.

### Північно-східний Таїланд
Ця частина країни являє собою гірське плато Корат, що знаходиться на висоті 300 м над рівнем моря, населений переважно етнічними лао. В економічному плані провінції Північно-Східного Таїланду досить бідні і практично не беруть участь в індустрії масового туризму. Єдині рекреаційні ресурси, які приваблюють сюди відпочиваючих і мандрівників — це природні пам'ятки і культура місцевих жителів, з їх святами, фестивалями, народними промислами.

## Історія туризму в Таїланді
Початок масового туризму в Таїланді можна віднести до 1960-х років, коли країна відігравала роль тилу для американських солдатів, які воювали у В'єтнамі. Тут розташовувалися великі військові бази, а також місця для відпочинку військовослужбовців США, які знаходяться у відпустці.

## Статистика
Туристи з країн (2016):
1. КНР — 8 874 887 осіб
2. Малайзія — 3 525 018 осіб
3. Республіка Корея — 1 475 520 осіб
4. Японія — 1 438 850 осіб
5. Лаос — 1 402 440 осіб
6. Індія – 1 182 520 осіб
7. Росія – 1 059 388 осіб
8. Велика Британія – 1 004 689 осіб
9. Сінгапур – 972 180 осіб
10. США – 964 070 осіб

Основними конкурентами є такі країни, як В'єтнам, КНР, Індія, Малайзія. Пік активності припадає на різдвяні і новорічні канікули.